# かんつめ節
かんつめ節（かんつめぶし）は奄美に伝わる島唄の一つ。寛政年間（1790年代）または天保年間（1830年代）に実在したと伝えられる「かんつめ」という名の美女の死が歌いこまれている。現在でもヒギャ（奄美大島南部）では、かんつめの霊が出るのを恐れて、夜半かんつめ節は歌わない習慣がある。

## 発音
奄美方言にはアイウエオ以外にカナで書けない中舌母音が二つあり、また、タ行の発音も無声歯茎破裂音で行われる。「かんつめ」は国際音声記号で書くと[kantɪmɪ]という発音で、「かんてぃめぃ」や「かんてぃむぃ」と表記する場合もある。

## 歴史

### 題材の伝承
薩摩藩政時代、奄美大島の焼内間切（現宇検村）須古に「かんつめ」という18歳あまりの美しい娘がいた。しかし実家の貧しさゆえ、彼女は隣村名柄の豪農のもとへヤンチュ（家人・奄美独特の債務奴隷）として身売りされた。働き者で美しいかんつめに目をつけた主人は、彼女を妾にしようとたくらむ。
一方、久慈（現瀬戸内町）の役所に、岩加那（いわかな）という三線の上手い筆子（てっこ）（書記）がいた。ある日、公用で豪農の元を訪れた岩加那は宴の席で、偶然にかんつめと出会い、歌の上手い彼女と三線の掛け合いをするうち恋に落ちる。
2人は夜な夜な名柄と久慈の間の佐念山で、逢引をしていた。一方、2人の関係を知って激怒した主人により、彼女は虐待された（強姦されたとも、嫉妬した豪農主人の妻から陰部に焼火箸を当てられたともいわれる）。
世を儚んだかんつめは逢引をしていた佐念山で首を吊って自殺した。かんつめの死後、豪農主人の家では親族がハブに咬まれたり、変死が相次ぐなどし没落したといわれる。

### 唄の由来
明治、大正期にうわさ歌として周辺集落でうたわれ始めた歌であるが、かんつめの死後何年か後に名柄の屋宮太吉なる人物が、この悲話をかんつめが生前愛唱していた労働歌「草彅節」（飯米取り節系統）にのせたという（酒井正子の説によれば薩摩藩の役所の要職を務めてきた家柄の屋宮嘉起。かんつめの主家ではなかったが、かんつめの悲劇と同じ頃に失脚し、家や集落の安寧を願うために鎮魂を歌ったとされる）説がある。
かんつめの墓跡と伝えられる場所や主家の親類筋は現在まで残っており、研究者の間でもかんつめの実在に異論はない。しかしながら、唄はウワサ歌としての性質を持ち、実在の事件は脚色されていったとみられ異説が多く、かんつめは怠け者だったともいわれる。中には自殺したかんつめの霊といつも通りに唄掛けをして「あかす夜（ゆ）やくれて汝（な）きゃ夜や明けり、果報せつぬありば　また見きょろ」（わたしども後生の夜は暮れて、あなたがたの夜は明けました。よき時節になれば、またお目にかかります）と歌われてぞっとした岩加那が上を見るとかんつめの縊死体があったという怪奇的なバリエーションもある。

### 唄の変化
元々哀調を帯びた唄であったが、1970年代以降の舞台芸能化に伴いより哀しげ（テンポの遅速化、高音部・裏声の強調、陰律化）に歌われるようになっていった。

## 歌詞の例
| 奄美方言 | 標準語訳                                                                          |
| --- | --------------------------------------------------------------------------------- |
| 夕（ゆ）びがでぃ遊（あすぃ）だる かんてぃむぃ姉小（あごくゎ） 明日（あちゃ/あしゃ）が宵（よね）なれば 後生（ごしょう）が道に御袖振りゅり | 昨夜まで一緒に遊んだかんつめ姉ちゃん 翌日の夜になれば、黄泉への道で袖を振っている |

## かんつめ節のソフト化
以下の歌手によるCDにかんつめ節が含まれる。
- 元ちとせ - 『故郷・美ら・思い』（セントラル楽器）
- RIKKI - 『むちゃ加那』（BMG JAPAN）
- 朝崎郁恵 - 『シマユムタ』（ピーエスシー）
- 牧岡奈美 - 『うふくんでーた』（JABARA）